# USS Mississippi (CGN-40)
USS Mississippi (CGN-40) byl raketový křižník Námořnictva Spojených států amerických s jaderným pohonem. Jednalo se o třetí postavenou jednotku třídy Virginia.

## Technické specifikace
Mississippi byla dlouhá 178,6 m a široká 19,2 m. Ponor dosahoval hloubky 9,4 m a plný výtlak činil 11 000 t. O pohon se staraly dva nukleární reaktory General Electric D2G, které dokázaly vyvinout výkon 60 000 koní. Maximální rychlost Mississippi byla větší než 56 km/h a posádku tvořilo 500 důstojníků a námořníků.

## Galerie

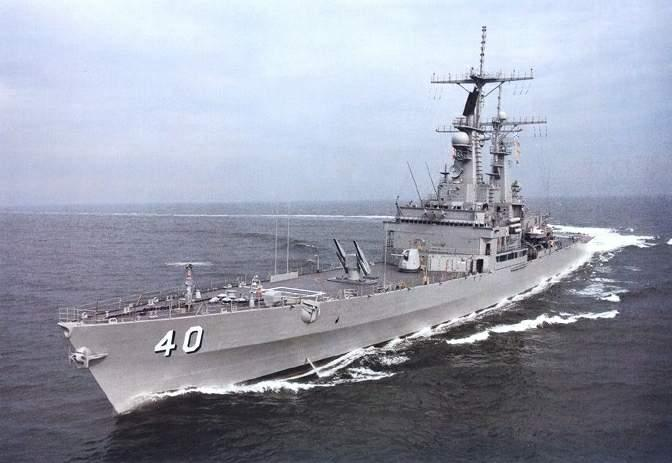
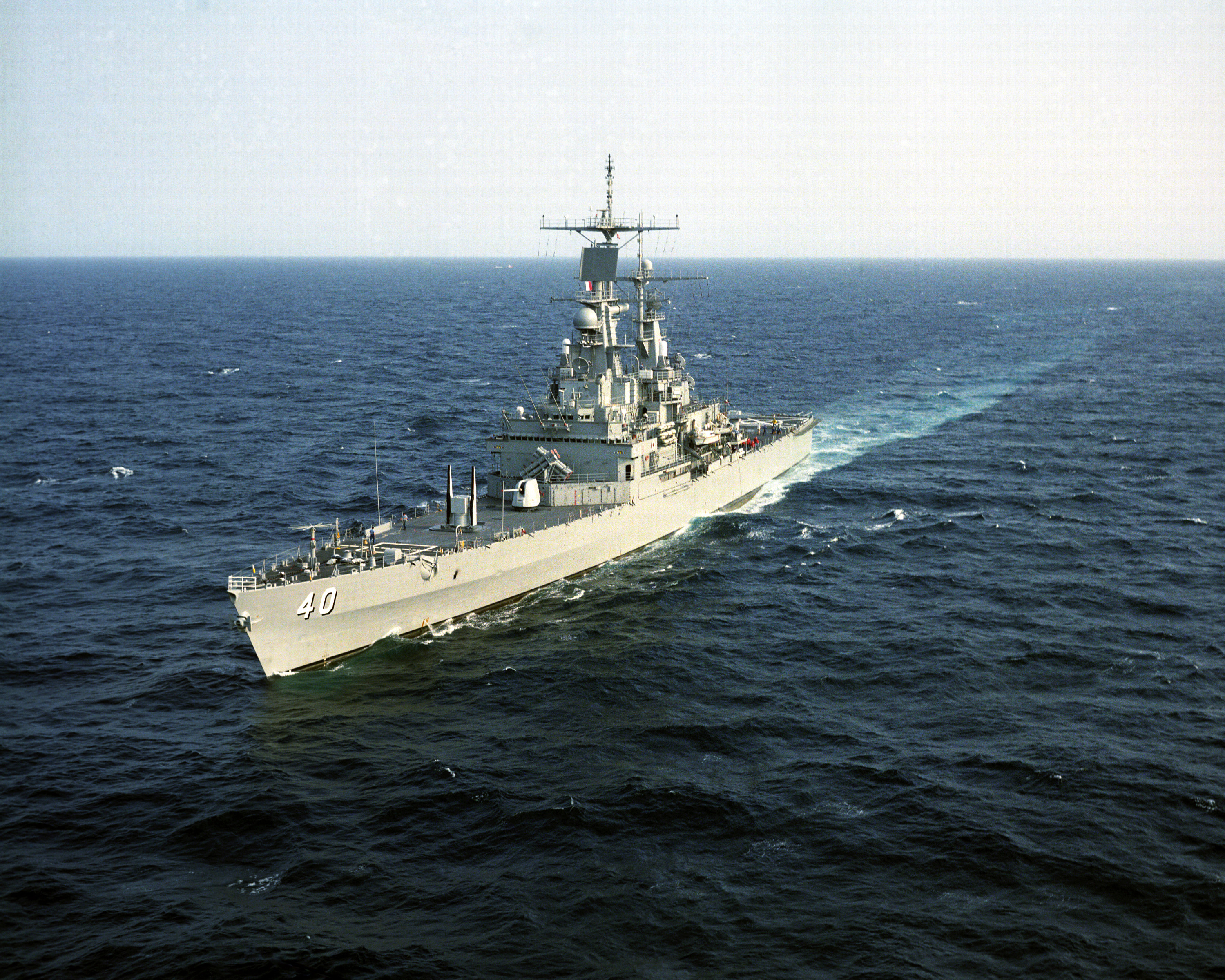
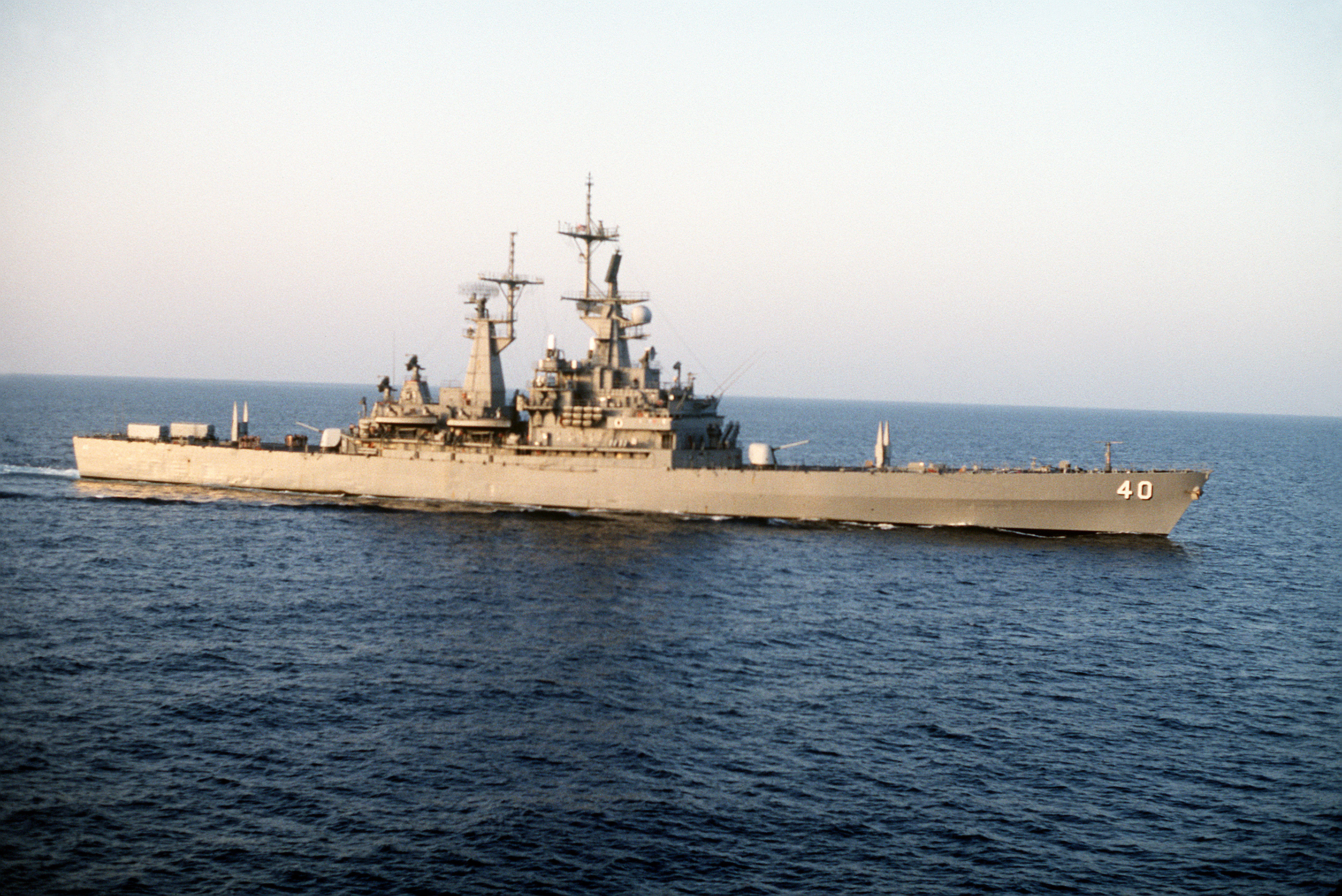
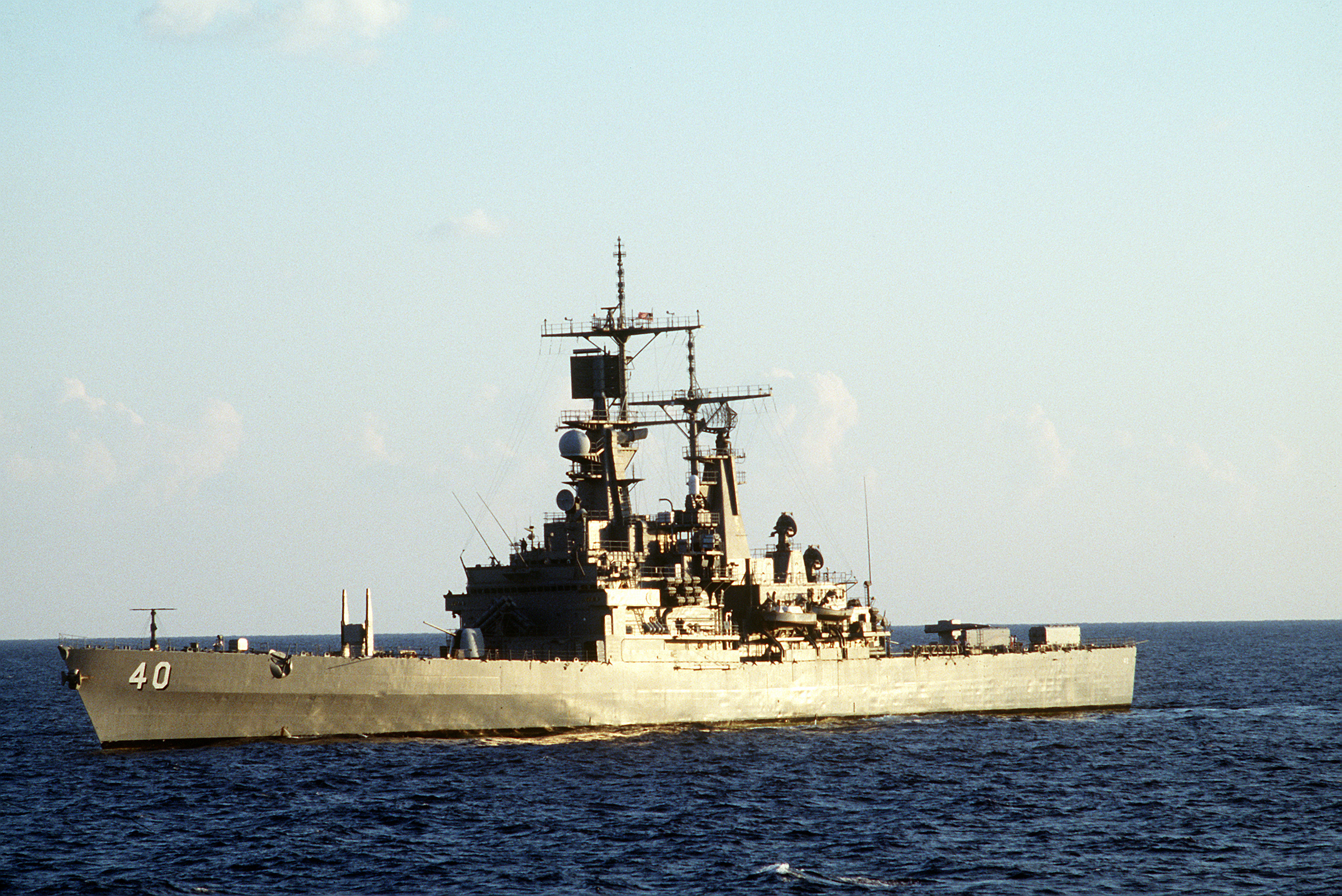
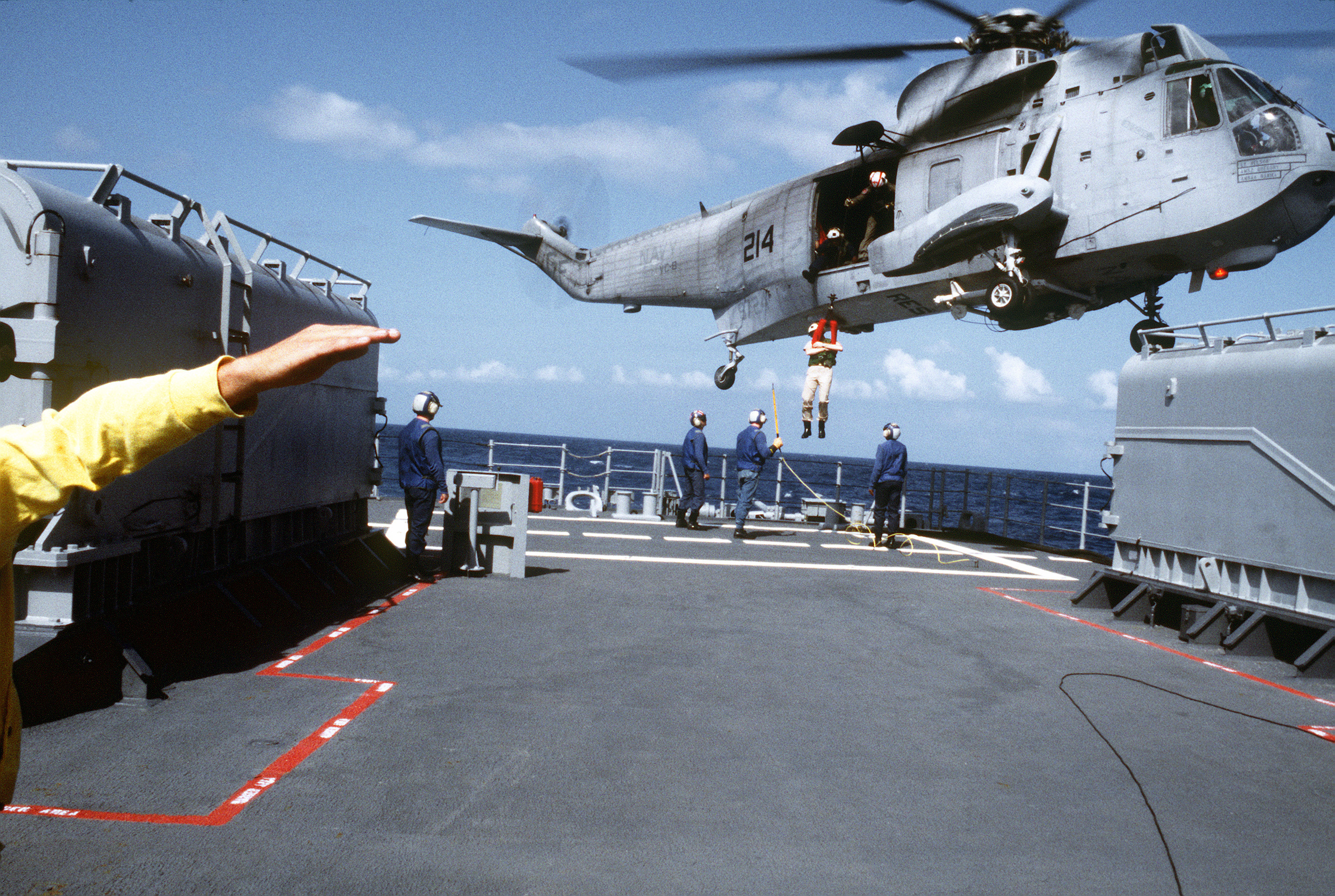
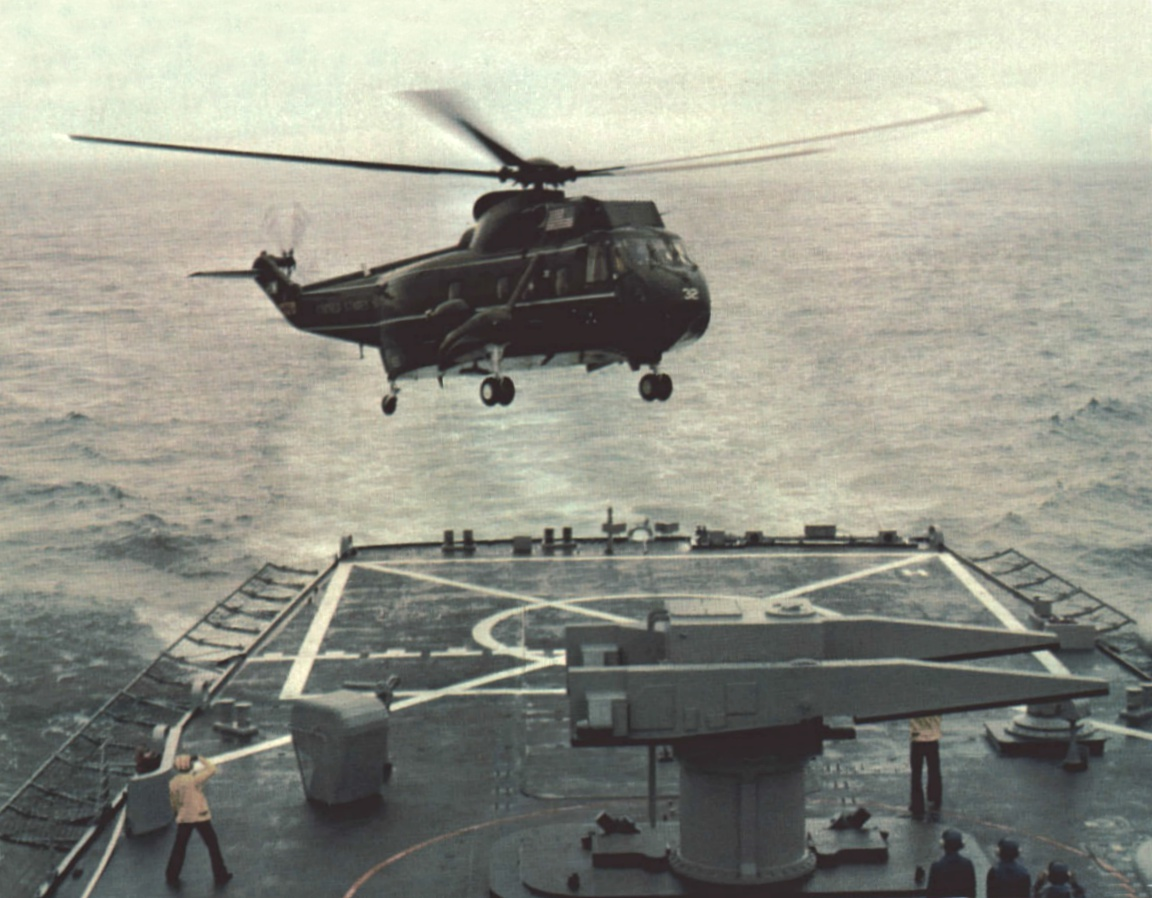
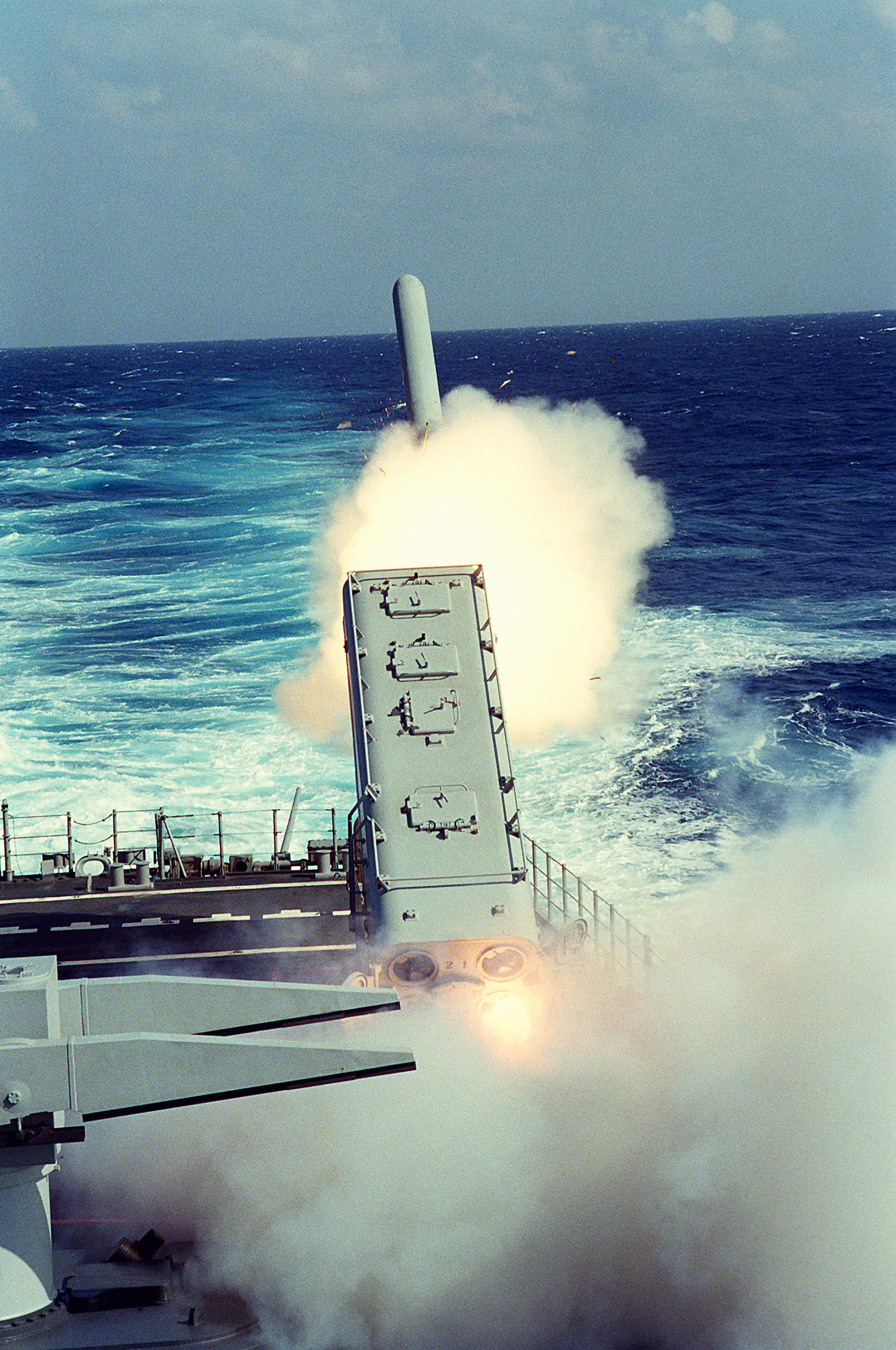